# Johann Henrich Prentzel
Johann Henrich Prentzel (* 13. September 1785 in Züschen; † 13. Mai 1850 ebenda) war ein deutscher Schreinermeister, Bürgermeister und Politiker.

## Leben
Prentzel war der Sohn von Johann Conrad Prentzel († 17. Mai 1823 in Züschen, „alt 70 Jahre weniger 5 Monate“). Er war (1785) Corporal „unter dem Holländischen 2ten Regiment“ und wurde (1823) als „pensionierter Sergeant im 2ten Regiment Waldeck in Holländischen Diensten“ bezeichnet. Die Mutter war Anna Catharina geborene Krug (Cnyrim) (getauft 20. Juli 1757 in Wellen).
Er war evangelisch-reformiert und heiratete am 5. Februar 1812 in Züschen Anna Elisabeth Schellhaas (Schellhase) (* 21. Dezember 1793 in Züschen; † 8. April 1854 ebenda), die Tochter des Landwirts und Ratsverwandten in Züschen Johann Adam Schellhaas (Schellhase) und der Anna Maria Sauer.
Prentzel lebte 1812 als Schreinergeselle und ab 1814 als Schreinermeister in Züschen. 1817 war er auch Landsturm-Leutnant. Von Herbst 1831 bis Herbst 1840 war er Bürgermeister der Stadt Züschen. Als solcher war er von (Herbst) 1831 bis zum 2. November 1840 Mitglied des Landstandes des Fürstentums Waldeck.